# 達赫尼夫卡
49°22′16″N 26°26′50″E / 49.37111°N 26.44722°E
達赫尼夫卡（烏克蘭語：Дахнівка）是位於烏克蘭西部的村莊，由赫梅利尼茨基州裡赫梅利尼茨基區的霍羅多克市鎮負責管轄。該村面積0.07平方公里，海拔高度304米，2001年人口137，人口密度每平方公里1,851.4人。